# جوائز أورتيجا إي جاسيت
أنشأت صحيفة الباييس جوائز أورتيجا إي جاسيت (بالإسبانية: Premios Ortega y Gasset)‏ عام 1984 تخليدًا لذكرى المفكر والصحفي الإسباني خوسيه أورتيجا إي جاسيت. تُمنح هذه الجوائز لأفضل الأعمال المنشورة في وسائل الإعلام الناطقة باللغة الإسبانية في جميع أنحاء العالم عن العام السابق، مُعطية الأولوية للدفاع عن الحريات والاستقلال والفضول والعاطفة لأولئك الذين يمارسونها، باعتبارها قيم أساسية للصحافة.